# HMS M1
Pour les articles homonymes, voir M1.
Le HMS M1 est un sous-marin de classe M appartenant à la Royal Navy, l’un des quatre navires de sa classe commandés vers la fin de la Première Guerre mondiale. Il a coulé avec tout son équipage en 1925.

## Conception
À l’origine, ces navires devaient être des « sous-marins canonnières », mais leur rôle avait été modifié avant que la conception détaillée ne commence. Le M1 était équipé d’un canon de 305 mm destiné à être utilisé contre les navires de surface de préférence aux torpilles, l’argument étant qu’on n’avait recensé aucun cas d’attaque à la torpille couronnée de succès contre un navire de guerre lorsque celui-ci était en route et à une distance de tir supérieure à 915 mètres.

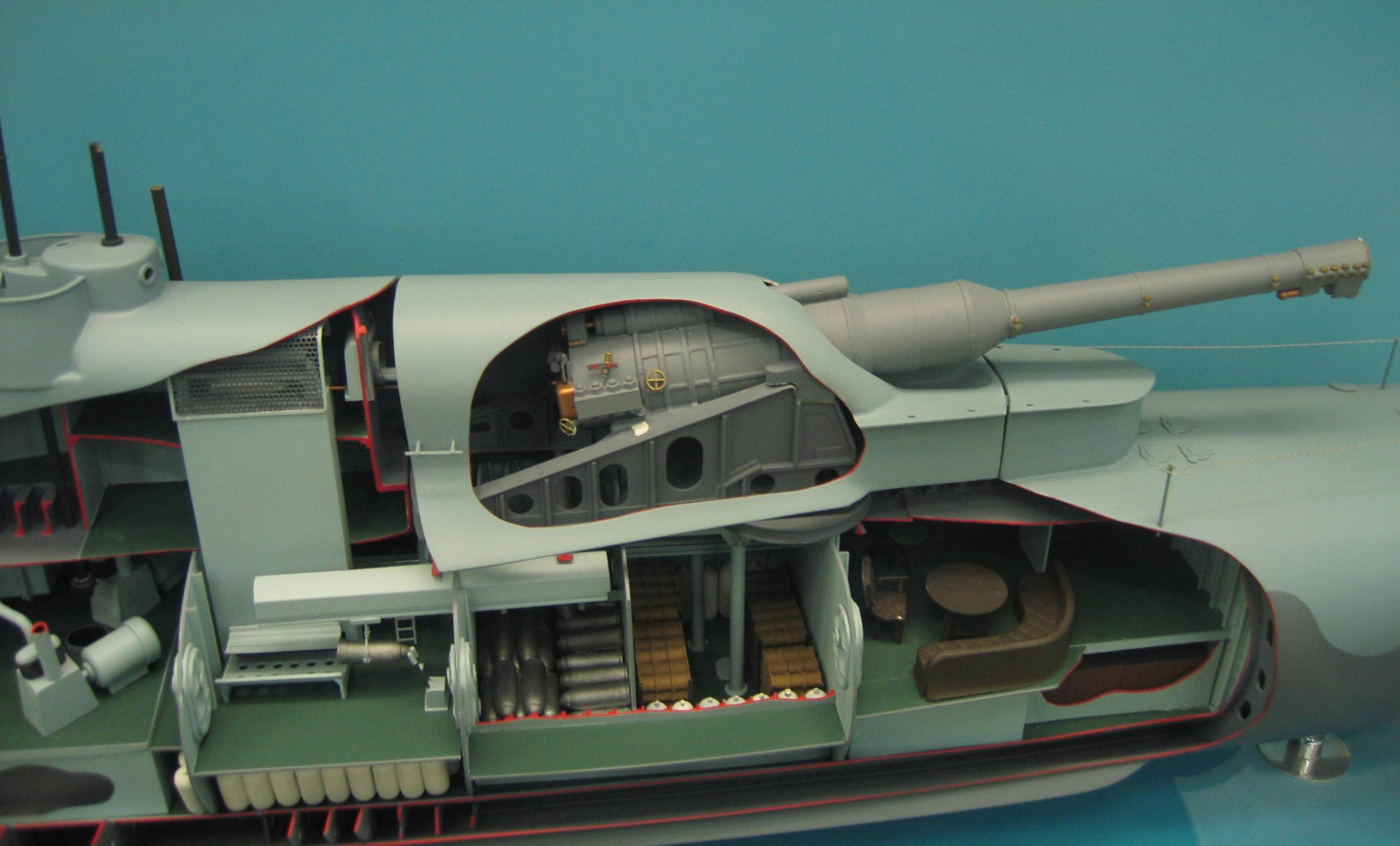
Maquette de section du M1 au Science Museum de Londres, montrant la tourelle de 305 mm

Bien que le canon ait une portée effective de 13 700 m, il était normalement tiré à l’aide d’un simple viseur alors que le sous-marin naviguait en immersion périscopique, avec le canon dépassant à peine au-dessus de l’eau. Il était important de couler ou de mettre hors de combat la cible dès le premier tir, car l’arme ne pouvait être rechargée qu’en surface.
Le M1 mesurait 90,14 m de long, et son déplacement 1 980 t en immersion.

## Engagements
Le M1 fut lancé le 9 juillet 1917, mais ne participa pas aux combats de la Première Guerre mondiale. Il opérait à partir de Portsmouth.
En 1923, de l’eau s’est infiltrée dans le tube de l’arme, ce qui a causé des dommages considérables à la bouche du canon lorsqu’il a ouvert le feu.
Le 12 novembre 1925, alors que le M1 participait à un exercice dans la Manche, il a été heurté par un navire suédois, le SS Vidar, alors qu’il était en immersion. La collision a arraché le canon de la coque et l’eau a envahi l’intérieur par le trou de chargement ouvert. Le M1 a coulé avec ses 69 hommes d’équipage par 230 pieds (70 mètres) de profondeur. Les membres d’équipage semblent avoir tenté de s’échapper en inondant l’intérieur et en ouvrant la trappe d’évacuation, mais leurs corps n’ont jamais été retrouvés.
Une équipe de plongeurs dirigée par Innes McCartney a découvert son épave en 1999 à une profondeur de 240 pieds (73 mètres). Plus tard cette année-là, Richard Larn et une équipe de la BBC TV ont visité l’épave et le film qu’ils ont tourné a été diffusé en mars 2000. L’épave est désignée comme un « lieu protégé » en vertu de la Loi de 1986 sur la protection des sépultures militaires.